# Foreste miste dell'Europa centrale
Le foreste miste dell'Europa centrale sono un'ecoregione dell'ecozona paleartica, definita dal WWF (codice ecoregione: PA0412), che si estende attraverso le pianure del settore nord-orientale dell'Europa centrale, dalla Germania orientale e dalle sponde del mar Baltico fino alla Valacchia rumena e all'oblast di Bryansk in Russia. Comprende vaste porzioni di Polonia, Lituania, Bielorussia e Ucraina, nonché parte della Repubblica Ceca.

## Territorio
Questa ecoregione è costituita da foreste di querce, foreste miste di querce e carpini, nonché, nelle aree più settentrionali, da foreste di pini. Confina con la steppa boscosa dell'Europa orientale a est, le foreste miste sarmatiche a nord, le foreste di conifere montane dei Carpazi a sud e le foreste miste baltiche e le foreste di latifoglie dell'Europa occidentale a ovest.
Il territorio è formato da vaste pianure nel settore centrale, morene collinari con laghi in quello settentrionale e da alture in quello meridionale. Il punto più elevato entro i confini dell'ecoregione non supera i 600 m, e la maggior parte dell'area è situata ad altitudini comprese tra i 100 e i 300 m. Le temperature annuali sono piuttosto uniformi in tutta la regione e variano tra i 7 e i 9 °C; il clima è più mite ad ovest e più continentale ad est. Le temperature medie di gennaio variano tra i -1 °C della Germania ai -6 °C della Bielorussia. Le precipitazioni annue sono comprese tra i 500 e i 700 mm; la maggior parte di esse cade durante la stagione calda, con un picco massimo in luglio. La neve ricopre il settore nord-orientale della regione per oltre mesi, ma lo strato di neve che si accumula al suolo non è troppo spesso; nelle zone meridionali e occidentali il manto di neve tende a sciogliersi in fretta.
La percentuale di superficie ricoperta da foreste, così come la composizione delle foreste stesse, varia da un paese all'altro:
| Paese           | % di aree boschive | % di foreste di latifoglie |
| --------------- | ------------------ | -------------------------- |
| Repubblica Ceca | 33,3               | 21,8                       |
| Germania        | 28,9               | 33,1                       |
| Polonia         | 28,0               | 22,5                       |
| Bielorussia     | 30,2               | 30,0                       |
| Ucraina         | 15,9               | 43,0                       |

## Flora

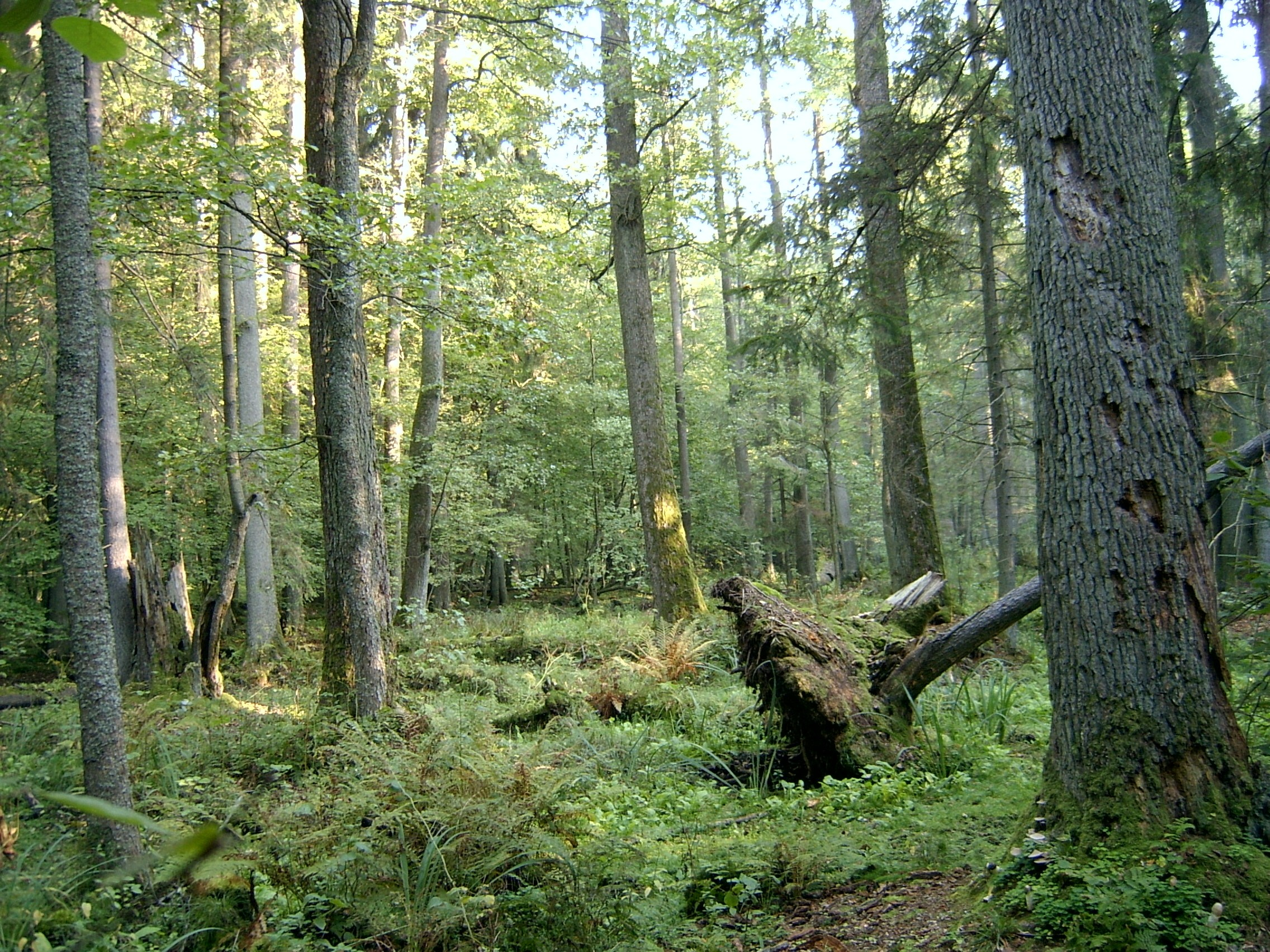
Veduta di Białowieża.

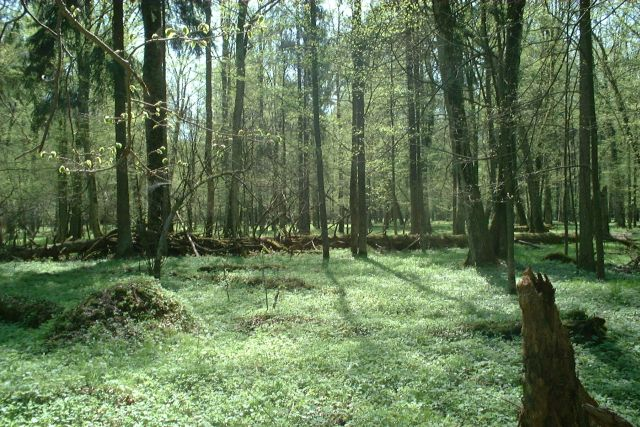
Veduta di Białowieża.

La superficie ricoperta da foreste dell'intera ecoregione è attualmente inferiore al 30%, e la maggior parte di queste è costituita da foreste secondarie o da piantagioni di alberi. Il pino silvestre (Pinus sylvestris) è oggi la specie di albero più comune dell'ecoregione. In passato, però, esso era confinato alle zone meno produttive, soprattutto ai suoli sabbiosi delle aree caratterizzate da scarse precipitazioni. Causa i vasti rimboschimenti del XIX e XX secolo, ora l'albero è diffuso in tutta la regione, perfino in zone più fertili. Su scala regionale, copre attualmente circa la metà della superficie totale occupata da foresta, e su scala locale - come nella Polonia occidentale - può costituire fino al 90% di alcune aree di foresta. Le foreste di latifoglie e quelle miste sono quasi completamente scomparse, soprattutto a causa del fatto che crescevano su terreni adatti all'agricoltura. Ciò vale particolarmente per le foreste di latifoglie miste di pianura (Quercus robur-Carpinus betulus-Tilia cordata), che oggi coprono meno del 10% della loro superficie originaria. Le foreste di latifoglie miste della parte occidentale della regione (Germania, Repubblica Ceca, Polonia occidentale) sono costituite da faggi europei (Fagus sylvatica) misti ad altre specie, o perfino da piccole faggete pure. Nella parte nord-orientale della regione (Lituania, Bielorussia, Polonia nord-orientale), l'abete rosso (Picea abies) si trova frammisto a latifoglie varie su terreni fertili, spesso come specie emergente dalla volta. Ciò appare in tutta la sua evidenza nella foresta di Białowieża, dove i vecchi abeti rossi che crescono in aree favorevoli possono raggiungere i 50 m di altezza, misura che ne fa gli alberi più alti delle pianure dell'Europa settentrionale. Nelle zone acquitrinose domina l'ontano nero (Alnus glutinosa), e in misura minore la betulla pelosa (Betula pubescens) e varie specie di salici (Salix spp.). Le foreste di pioppi (Populus spp.) e olmi (Ulmus laevis) che un tempo crescevano lungo gli argini dei fiumi sono state in gran parte rimpiazzate da boschetti di salici (specialmente di Salix purpurea).
L'intera ecoregione ricade in una delle zone più densamente popolate ed ecologicamente alterate d'Europa. Gran parte della vegetazione originaria - costituita per lo più da foreste - è stata da lungo tempo soppiantata da terre agricole, prati e pascoli. Queste trasformazioni hanno creato tutta una varietà di ambienti semi-naturali (come prati intensamente sfruttati e le tradiziononali terre da pascolo) che ospitano attualmente una grande diversità di forme di vita vegetali e animali. Questa diversità è oggi in gran parte minacciata dai cambiamenti dell'utilizzo del territorio, soprattutto nelle aree maggiormente sfruttate, e dall'abbandono di pratiche agricole tradizionali (associate alla rotazione delle colture). Il manto forestale sta lentamente aumentando a spese dei terreni agricoli. Tuttavia, alcuni habitat forestali sono stati gravemente ridotti e alterati. Ciò è vero soprattutto per quanto riguarda le foreste ripariali che si estendevano lungo i fiumi, che sono state in gran parte spazzate via e rimpiazzate da prati, pascoli o piantagioni di salici. Le foreste ripariali rimaste sono soggette ad invasioni biologiche e il loro strato inferiore di vegetazione è ora dominato da poche piante aliene invasive. Anche le foreste di latifoglie miste di quercia e carpino sono ormai ridotte ad una minuscola frazione della loro distribuzione originaria.
La famosa foresta di Białowieża, situata proprio al centro dell'ecoregione, al confine tra Polonia e Bielorussia, è una delle più estese e meglio conservate foreste di pianura dell'intera Europa. Ospita ancora una vasta gamma di associazioni vegetali primigenie rappresentative di tutti gli habitat che caratterizzavano un tempo l'ecoregione, una ricca varietà di fauna selvatica e numerose piante inferiori, funghi e funghi mucillaginosi non ancora studiati a fondo.
Uno degli aspetti più caratteristici dell'ecoregione è la presenza di vaste zone umide. Molto comuni durante l'alto medioevo, sono in gran parte scomparse in seguito all'intensa bonifica delle paludi e delle valli fluviali. Due vasti complessi di paludi, sfagneti e cariceti – la regione della Polesia al confine tra Bielorussia e Ucraina, e la valle del Biebrza nel nord-est della Polonia - sono attualmente le più vaste distese di zone umide semiselvagge d'Europa. Esse forniscono habitat a numerose specie rare e minacciate, specialmente di uccelli.
A causa dell'ultima glaciazione, della topografia relativamente uniforme e della mancanza di barriere naturali, la flora della regione non presenta specie endemiche. Un interessante fenomeno, tuttavia, è la presenza di numerose specie boreali, relitti della vegetazione che ricopriva l'area durante i precedenti periodi post-glaciali. Tra queste specie figurano, tra le altre, il camemoro (Rubus chamaemorus) e la betulla nana (Betula nana). Questo gruppo di specie è relegato alle zone settentrionali e nord-orientali della regione. Un altro aspetto caratteristico della flora delle foreste miste dell'Europa centrale è la presenza di specie termofile tipiche di ambienti più caldi e più aridi, specialmente nella parte sud-orientale dell'ecoregione, che confina con la steppa forestale di Ucraina, Moldavia e Romania. Nel resto della regione le specie termofile crescono per lo più nelle aree aperte e semiaperte create dalle pratiche agricole tradizionali (pascoli e incendi), e sono oggi in gran parte minacciate dallo sviluppo naturale delle foreste secondarie.

## Fauna

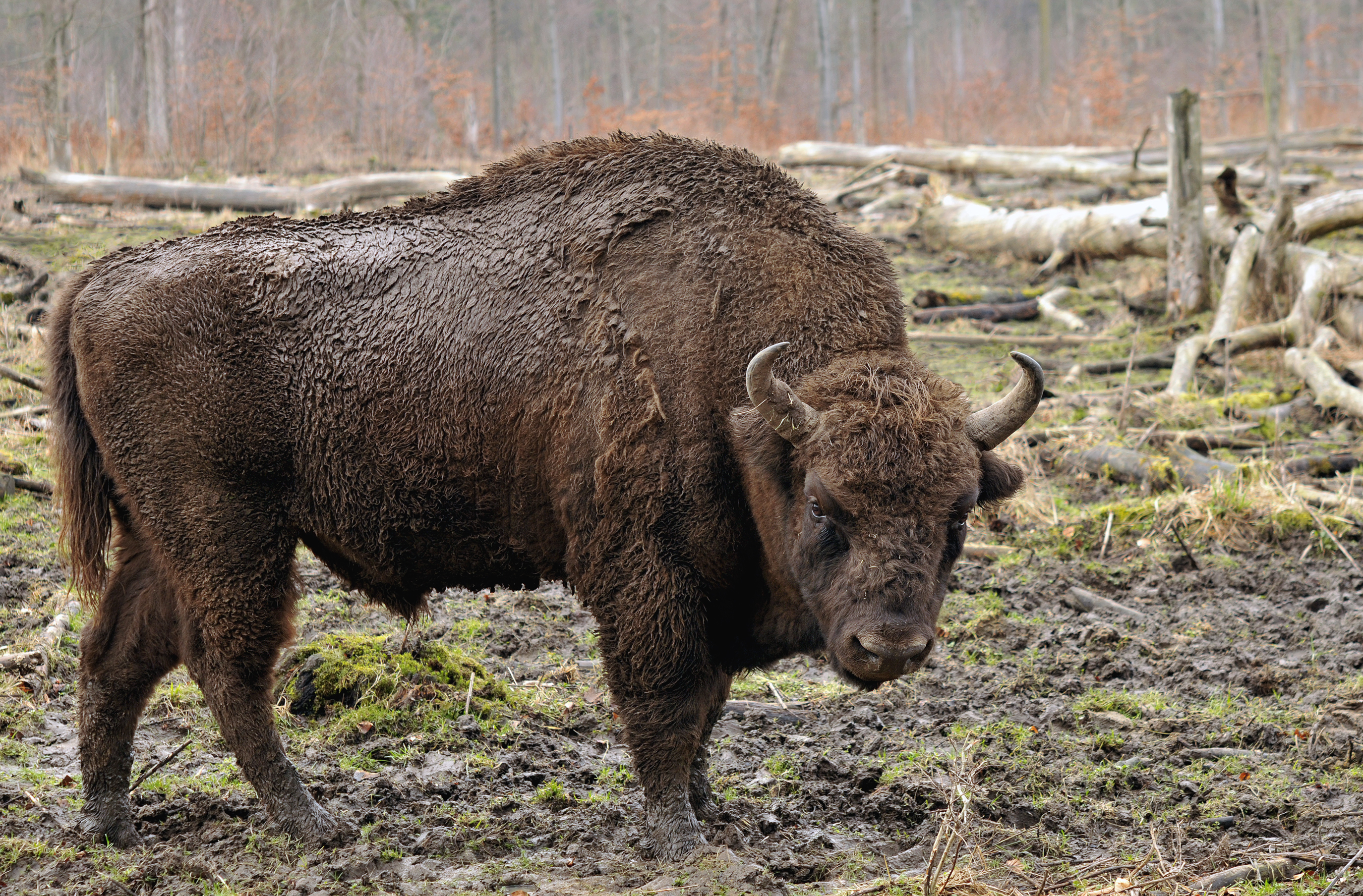
Il bisonte europeo, grande sopravvissuto della regione.

Le specie rare e minacciate della regione godono di protezione legale, ma spesso gli ambienti in cui vivono non sono sufficientemente protetti. Ciò vale soprattutto per la maggior parte delle specie - sia piante che animali - associate ad ambienti umidi come le foreste ripariali, gli sfagneti e i cariceti. Molte specie (come la lepre europea, la starna e alcune specie di piante infestanti), molto comuni in passato, all'epoca dell'utilizzo di pratiche agricole tradizionali, sono ora in diminuzione a causa delle moderne tecniche utilizzate nell'agricoltura intensiva.
A seconda dei paesi, il 20-50% delle specie di mammiferi e il 15-40% degli uccelli propri della foresta è considerato minacciato. Il bisonte europeo (Bison bonasus) è stato salvato da un grave collo di bottiglia di appena 12 esemplari. Attualmente è l'unico grande erbivoro rimasto nella regione, ma il suo numero è ancora troppo ridotto perché possa riempire la nicchia ecologica che ricopriva in passato. Tuttavia, i suoi bisogni ambientali potrebbero farne un'ottima specie ombrello per altri animali in pericolo. Al momento il numero di esemplari non è assicurato dalla sopravvivenza di popolazioni autosufficienti. Entro i confini dell'ecoregione, mandrie che vagano libere sono presenti solamente in poche località della Polonia, della Bielorussia e dell'Ucraina settentrionale.
L'esatta distribuzione e il numero di esemplari della lince euroasiatica (Lynx lynx) non sono stati ancora compresi appieno, ma la specie è generalmente presente in poche sottopopolazioni sparse e isolate tra loro. Il numero di esemplari è in diminuzione, in quanto la specie, molto sensibile al disturbo umano, è minacciata dalla distruzione e dalla frammentazione dell'habitat e il suo stato di conservazione varia da un paese all'altro. La sua necessità di un vasto territorio incentrato su un'area remota ne fa un buon indicatore della qualità dell'ambiente.
Due aquile presenti in queste foreste sono degne di nota. L'aquila di mare (Haliaeetus albicilla) è il rapace più imponente delle foreste di pianura dell'Europa centrale. Il cuore del suo areale copre la Germania nord-orientale, la Polonia settentrionale, la Bielorussia occidentale e i paesi baltici. Il numero di esemplari presenti nell'ecoregione, probabilmente, non supera le 2000 unità. Il terreno di nidificazione dell'aquila anatraia maggiore (Clanga clanga) è limitato alla Polonia orientale e ad alcune parti di Bielorussia e Ucraina. Fortemente associata a foreste primigenie contornate da zone umide, è minacciata dalla distruzione dell'habitat, dalla mortalità correlata agli scontri con i cavi dell'alta tensione e al bracconaggio lungo le rotte migratorie nelle regioni sud-orientali d'Europa.
Il gallo cedrone (Tetrao urogallus), il galliforme di foresta più grande d'Europa, è scomparso rapidamente a causa della distruzione dell'habitat e della caccia intensa. In Europa centrale attualmente si incontra soltanto in poche popolazioni sparse, del tutto isolate tra loro, e pertanto vulnerabili ai problemi correlati all'inincrocio. Per nidificare e riprodursi la specie necessita di vasti boschi non disturbati dall'uomo. Il suo ritorno necessita di un attivo programma di riproduzione in cattività e di conservazione.
Altre specie minacciate dell'ecoregione sono il vespertilio dasicneme (Myotis dasycneme), il barbastello (Barbastella barbastellus), il lupo (Canis lupus), la puzzola delle steppe (Mustela eversmanii) e il citello pomellato (Spermophilus suslicus) tra i mammiferi, e il grillaio (Falco naumanni), il re di quaglie (Crex crex) e il pagliarolo (Acrocephalus paludicola) tra gli uccelli.

## Conservazione
Si stima che sia andato perduto circa il 75% della copertura originaria di foreste miste dell'Europa centrale. Si ritiene che aree vergini e relitte di questo tipo di foresta siano scomparse completamente, tranne che nella foresta di Białowieża in Polonia e Bielorussia. A livello europeo, solamente il 6,3% delle foreste gode di protezione, e tale percentuale scende ad appena l'1,3% per quanto riguarda le foreste miste di latifoglie. In media, il 95% delle foreste protette europee è costituito da frammenti dall'estensione inferiore ai 10 km². Nessuna delle 20 aree protette forestali più grandi d'Europa è situata nell'ecoregione delle foreste miste dell'Europa centrale.
Le foreste miste originarie che un tempo dominavano la regione sono state pian piano rimpiazzate nel corso degli ultimi due secoli, specialmente da monocolture di pino silvestre. Nella regione vi è la tendenza generale ad incrementare la superficie boschiva, e le pratiche tradizionali di gestione forestale sono state gradualmente sostituite da moderne misure di rimboschimento. Secondo i dati ricavati nel corso di un'indagine, le specie maggiormente trapiantate sono il pino silvestre nella Repubblica Ceca, nella Polonia meridionale e in Bielorussia, l'abete rosso in Repubblica Ceca e il faggio in Germania.